# Solitudevej (vise)
"Solitudevej" er en dansk vise lanceret i revyen Cirkus Ib fra 1953. Visen har tekst af Poeten og musik af Sven Gyldmark og blev i revyen sunget af Elga Olga.
"Solitudevej" er en af de 12 evergreens, der kom med i kulturkanonen.

## Sangteksten
Visen har fire vers, der hver kan opdeles i et A- og et B-stykke. A-stykkerne består af to gange tre linjer, hvor linje 3 og ikke mindst linje seks er noget længere end de øvrige. B-stykkerne fungerer som omkvæd, og består af otte linjer hver, hvoraf linjerne to, fire og otte helt konsekvent gentager frasen "Om manda'n. I regnvejr. På Solitudevej." Linjerne inden disse slutter hver især med meget opfindsomme rim på ordet "Solitudevej", fx "huede mig" og "stra-pude-maj". Parret hedder naturligvis Gertrude og Kaj, hvor han viser sig som "et studekvaj", ligesom stråhatten "buede sig", og "så åbnede skoenes snude sig". 
Indholdsmæssigt beretter visen den i grunden triste historie om pigen Gertrude fra Solitudevej (sangerinden), der venter i regnvejret på sin kæreste Kaj, men opdager, at han bedrager hende, hvorpå hun i sidste vers sidder tilbage alene. Ordvalget, som teksten lægger hende i munden, er et lavstatus-københavnsk, som blandt andet omfatter "forkerte" udtaler af fremmedord (fx "melankolisk"), hvilket er med til karakterisere figuren Gertrude for publikum.
Som en lille kuriositet kan yderlig nævnes at solitude kommer fra det latinske ord solitudinem, betyder ensomhed, så Gertrude venter altså forgæves på Kaj på "Ensomhedsvej".

## Melodi
Sven Gyldmarks melodi går i trefjerdedelstakt og er holdt i en relativt neutral tone, hvor A-stykket primært har korte, staccato-agtige toner, mens tonerne i omkvædet er længere, ikke mindst ved ordet "Solitudevej" og rimene herpå.

## Original fremførelse
"Solitudevej" blev Elga Olgas helt store glansnummer, selv om hun fra begyndelsen ikke troede på visens potentiale. Årsagen til visens popularitet skal sikkert ikke mindst findes i hendes meget indfølte foredrag, der i løbet af de tre første vers lægger op til Gertrudes opdagelse af Kajs svigt, hvilket udløser nærmest en hel tudetur på sidste "Solitudevej" i tredje vers; undervejs fornemmer man hendes kortvarige håb i stemmen, da hun lige opdager Kaj. I begyndelsen af fjerde vers virker hun ganske afklaret – her deklamerer hun mere end egentlig synger – inden de mere dybe følelser slår igennem i det sidste omkvæd, og hun afslutter sangen i en større energiudladning.

## Andre versioner
"Solitudevej" er ikke en vise, mange nyere solister har fortolket, men Anne Herdorf sang den i forestillingen Revyperler 2013.